# 教来石小織
教来石 小織（きょうらいせき さおり、1981年（昭和56年） - ）は、日本の経営者、映画配達人のプロデューサー。
NPO法人（特定非営利活動法人）WorldTheaterProject（ワールドシアタープロジェクト/旧名CATiC）創設者。
株式会社モーモ代表取締役社長。

## 来歴
1981年生まれ、千葉県佐倉市出身。日本大学芸術学部映画学科卒業。小学生の頃から映画監督を志し、大学では映画制作について学ぶ。
2012年より途上国の子どもたちへの移動映画館活動を開始。カンボジアをはじめとした世界各国５万人以上の子どもたちに映画を届けてきた。届けた作品の中にはやなせたかし氏の遺作『ハルのふえ』も含まれる。
俳優・斎藤工氏の呼びかけで製作した、世界中どこででも上映できる権利フリーのクレイアニメ『映画の妖精 フィルとムー』（監督：秦俊子）は、世界各国の映画祭で高く評価され「2018年度グッドデザイン賞」を受賞。
2015年2月、日本武道館で開催された「みんなの夢AWARD5」にて優勝。
第32回人間力大賞文部科学大臣賞受賞。

## 人物
大学時代にドキュメンタリー映画を撮りにケニアを訪れた際、現地の子どもたちに将来の夢を聞くと「夢？」ときょとんとするばかりで答えがほとんど返ってこなかった。ふと、世の中の仕事を知らないから夢を描けないのではと思い、あの村に映画館があって、子どもたちが色々な世界を知ったらどんな夢を見るのかと考えていた。
30歳を過ぎた頃、派遣の事務員として働く中でがん検診を受診し「要精密検査」の結果を受け取った際、癌ではなかったが死の影を感じ、自分の人生を考える時間を過ごしたことがきっかけで、途上国の子どもたちに映画を届けたいという思いが再び舞い降りる。「途上国＝カンボジア」という先入観から、行ったこともないカンボジアに届けたいと思い立ち、カンボジアに行ったことがある知人から情報を集め、貯金をはたいてカンボジアに向かった。
シェムリアップ州の日本語学校でシーツをスクリーン代わりにした初めての上映会を行った際、集まった子どもたちの反応が、初めての映画にハラハラしたり、笑ったりと手応えを感じ、子どもたちの世界を広げていけると確信した。

## 出演
- 7RULES (セブンルール)[8]（フジテレビ）
- GoNEXT -未来へ駆けぬける[9]（TBS）

## 著書
- 『ゆめの はいたつにん』（センジュ出版）。